# Twaalf druiven

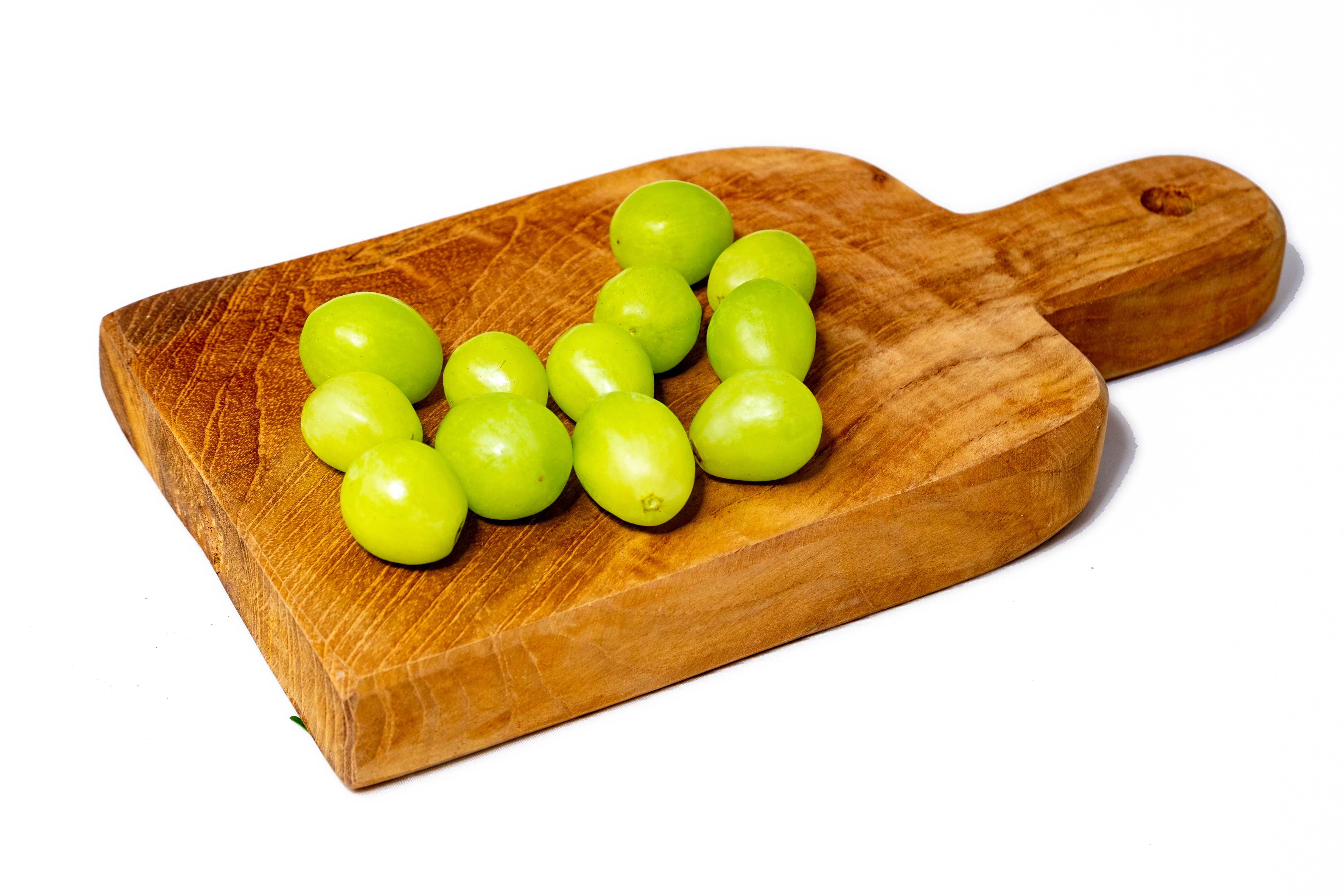
Twaalf druiven

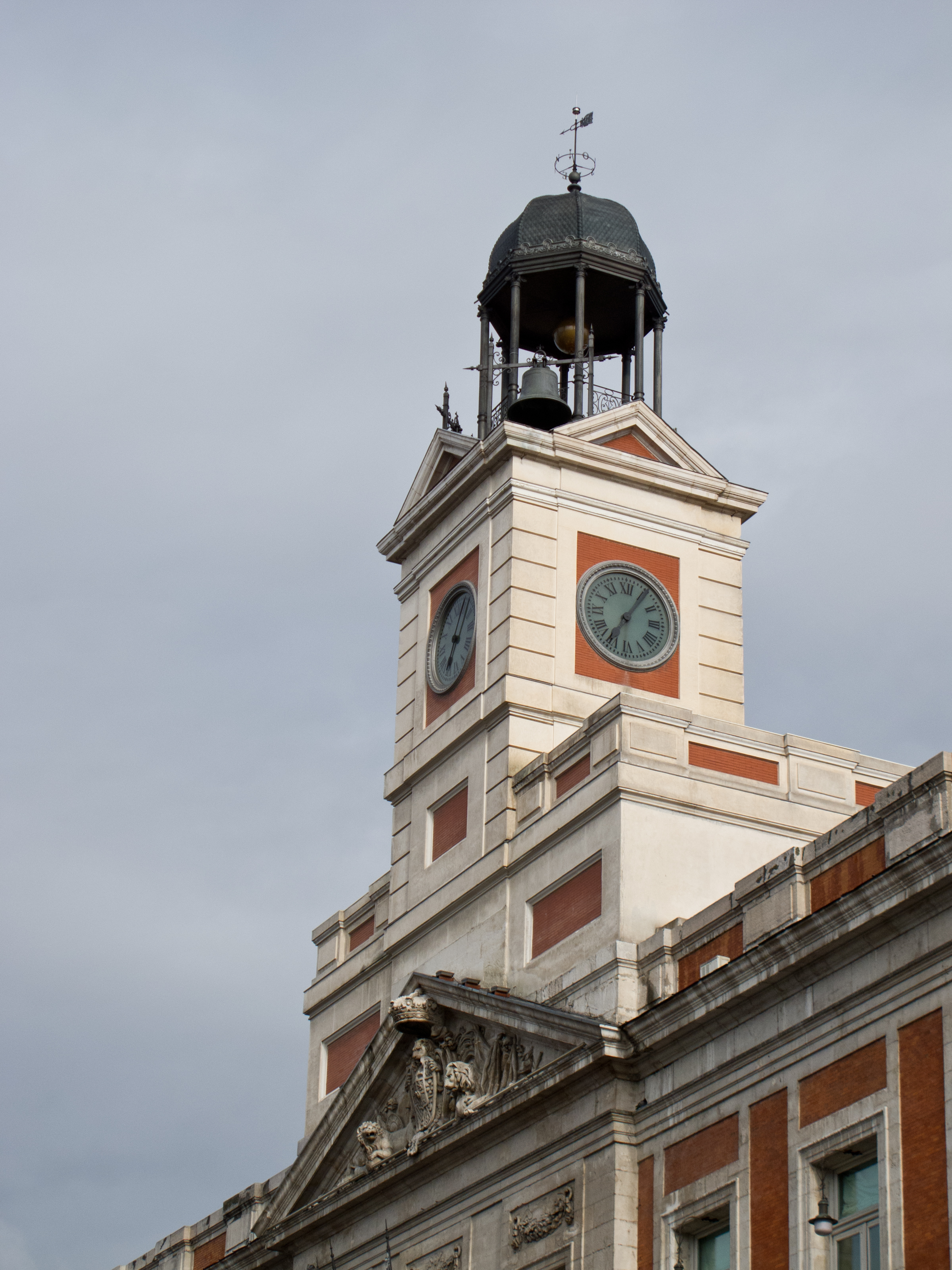
De klok van het Casa de Correos aan de Puerta del Sol die de klokslagen aangeeft

Twaalf druiven (Spaans: Doce uvas) is een Spaanse traditie op oudejaarsavond. Bij elke klokslag om middernacht, op 31 december, wordt een druif gegeten. Volgens de traditie zou dit de Spanjaarden het volgende jaar geluk brengen. Een bekende plaats waar dit ritueel wordt uitgevoerd, is het Puerta del Sol, het centrale plein van de Spaanse hoofdstad Madrid, waar de druiven worden gegeten op de slagen van de klokkentoren op het Casa de Correos. Deze klok is om middernacht op alle nationale zenders te zien.
In geval van gebrek aan druiven zouden gedroogde druiven (rozijnen) als waardig alternatief beschouwd kunnen worden.

## Herkomst
Het eten van de druiven begon in 1909 toen uit Alicante een partij verse druiven aankwam, midden in de winter. Om de goede oogst te vieren, werd toen bij elke klokslag een druif gegeten. De reden waarom twaalf druiven worden gegeten, zou te maken hebben met de twaalf klokslagen om middernacht, en met de twaalf maanden van het jaar erop, waarbij elke druif een maand geluk brengt.
Ook in Colombia wordt het ritueel uitgevoerd met druiven. In Argentinië wordt dit ritueel op sommige plekken ook uitgevoerd, daar wordt veelal gebruikgemaakt van rozijnen.